# Kroppstemperatur

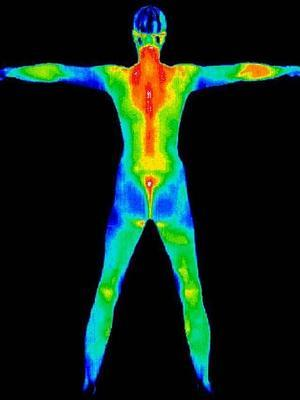
Termobild av en människokropp.

Kroppstemperatur är temperaturen inne i ett djur, vilken styrs av termoregleringen som balanserar den inre temperaturen mot temperaturen i miljön. Termoregleringen är en av kroppens mekanismer för homeostas. Hos däggdjur kan  det bland annat uppnås genom svettning och nerkylning av kroppen.
De flesta djur är växelvarma (en term som tidigare varit vanlig är kallblodiga), och kroppstemperaturer varierar med omgivningstemperaturen. Fåglar och däggdjur sägs vara jämnvarma eller varmblodiga och har en relativt konstant kroppstemperatur. För högre däggdjur är normal kroppstemperatur 36–38 °C, men pungdjur och kloakdjur har 30–33 °C. Genomsnittlig nivå hos fåglar är 38–41 °C.

## Människans kroppstemperatur

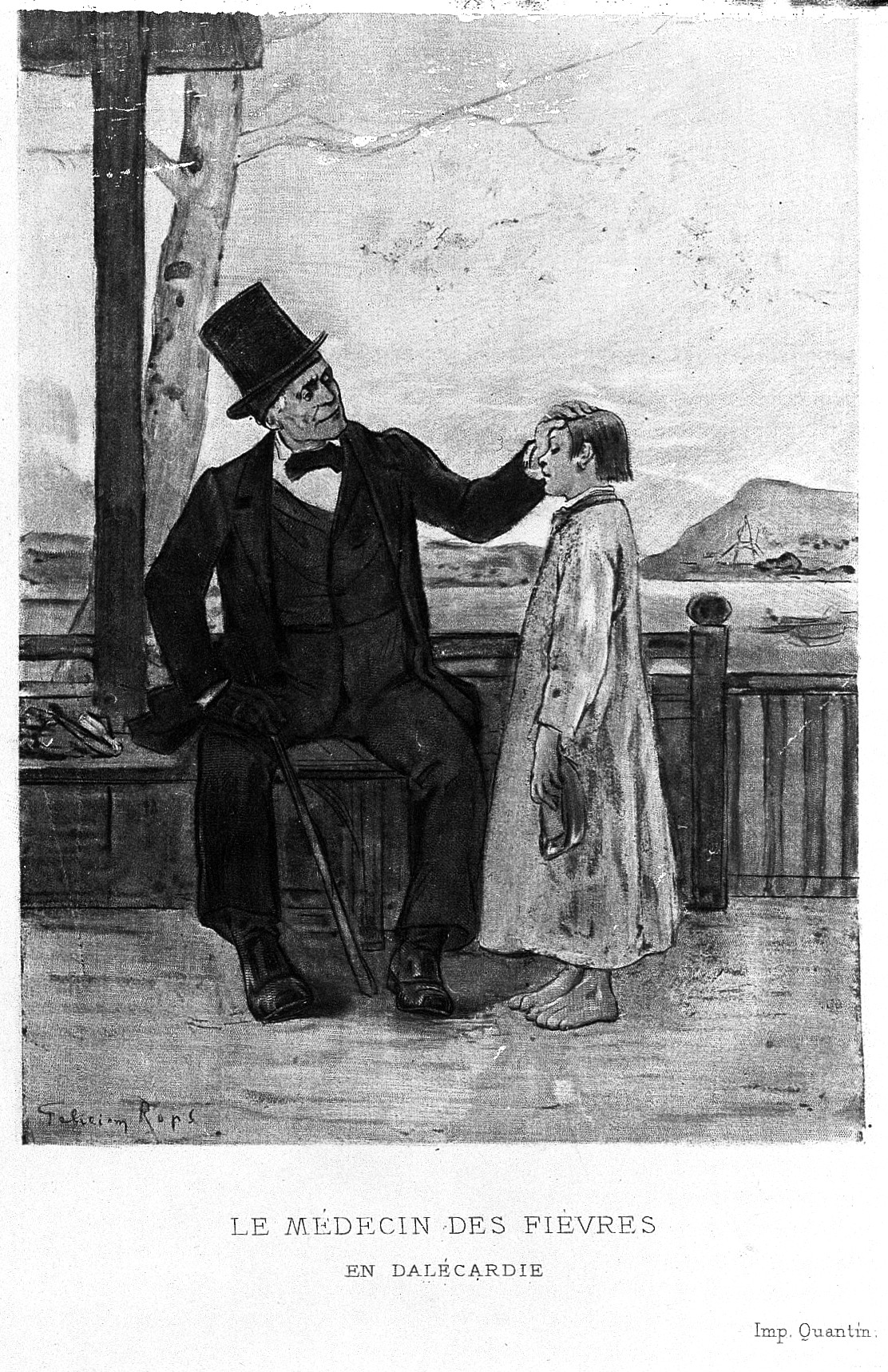
En läkare som känner på barnets panna och dess temperatur.

Människans kroppstemperatur regleras framför allt av mellanhjärnan i ett område som kallas temperaturcentrum. Kroppstemperaturen påverkas också av levern och musklerna. Termoregleringen reagerar normalt genom termoreceptorer i huden, som sänder signaler till hjärnan, som svarar genom att till exempel framkalla frossa, gåshud, svettning eller beteenden som syftar till att värma eller kyla kroppen. Kroppen skapar hela tiden värme, vilket kompenseras genom att kroppen avger värme till omgivningen, eftersom kroppstemperaturen annars skulle öka med ungefär en grad i timmen. Förutom temperaturen i omgivningen, påverkas människans kroppstemperatur av inre tillstånd, däribland av mängden tyroideahormoner (ämnesomsättningshormoner); hög ämnesomsättning ger högre kroppstemperatur och lägre ämnesomsättning lägre kroppstemperatur. Vid fysisk aktivitet och stress ökar kroppstemperaturen tillfälligt.
Kroppstemperaturen kan mätas med febertermometer, och är normalt lägre på morgonen och högre på kvällen. En normal kroppstemperatur är förhållandevis konstant, och ligger hos en frisk människa på morgonen 36,5 °C . Framåt eftermiddagen är den oftast knappt en grad högre. Om kroppstemperaturen är 38 °C eller mer kallas tillståndet feber.
Sjukdomar eller miljöpåverkan kan ge förhöjd kroppstemperatur (feber eller hypertermi) eller för låg (hypotermi). Förhöjd hudtemperatur förekommer vid värmevallning.